# Stundwiller
Stundwiller es una localidad y comuna francesa, situada en el departamento de Bajo Rin en la región de Alsacia. 

## Demografía
| 251 | 268 | 283 | 267 | 263 | 371 |
| Para los censos de 1962 a 1999 la población legal corresponde a la población sin duplicidades (Fuente: INSEE [Consultar]) |     |     |     |     |     |